# Mohamed Izzadeen Naufer
Mohamed Izzadeen Mohamed Naufer  (* 8. Juni 1979 in Colombo) ist ein sri-lankischer Fußballspieler. 

## Verein
Der Stürmer spielt bei Army SC Colombo. Vor seinem Engagement beim Army Club spielte er beim Lokalrivalen Ratnam SC Colombo.

## Nationalmannschaft
Er ist zudem Mitglied der sri-lankischen Fußballnationalmannschaft und gehörte zur zweitplatzierten Auswahl seines Heimatlandes beim AFC Challenge Cup 2006. Ferner nahm er mit dieser auch am AFC Challenge Cup 2010 teil.